# Sdílení času
Sdílení času je způsob používaní střediskových počítačů (mainframů) v 50. až 70. letech 20. století, kdy na jednom počítači mohlo pracovat několik uživatelů současně interaktivním nebo téměř interaktivním způsobem.

## Pozadí
První počítače byly velmi drahé a mnoho činností, které se dnes provádějí na počítačích, se provádělo na elektromechanických kalkulátorech nebo děrnoštítkových strojích.
Jakmile začaly firmy vyrábějící počítače dodávat rozšiřitelné řady počítačů, ukázalo se, že výkon mainframů stoupá rychleji než jejich cena. Větší firmy se proto snažily pořídit si co nejvýkonnější počítač a používat jej co nejefektivněji.
Rychlý přívod úloh do počítače zajišťovalo dávkové zpracování, při kterém byly programy připravovány spolu s příkazovými soubory a vstupními daty například v podobě balíku děrných štítků, který tvořil dávku pro zpracování. Jednotlivé dávky byly postupně načítány do počítače (mohly být předem kopírovány na magnetické pásky nebo disky, aby se omezily prostoje způsobené pomalými mechanickými čtečkami štítků), a vykonávány.
Pro maximální využití počítače se začalo používat multiprogramování - možnost spustit více programů současně. Počítače sice měly obvykle jenom jeden procesor, který mohl v každém okamžiku provádět pouze jeden program, ale v okamžiku, kdy se prováděly vstupně/výstupní operace pro jeden program, mohl procesor zpracovávat jiný program. Úlohy se rozdělovaly do tříd podle charakteru zpracování (např. intenzivní výpočty, úlohy s rozsáhlými tiskovými výstupy, algoritmy používající několik magnetických pásek, apod.) a plánovač úloh, případně i obsluha počítače se snažily nakombinovat úlohy tak, aby všechny části počítače byly rovnoměrně vytíženy.

## Sdílení času
Interaktivní práce na počítači byla obvykle v rozporu se snahou o co nejefektivnější využití drahé techniky. Při multiprogramování však interaktivní úlohy přinášely další vzorec využívání počítače (dlouho trvající úlohy s často jednoduchými akcemi a velkými prodlevami mezi nimi), což spolu s výhodami interaktivní práce vedlo k vytváření rozšíření nebo celých operačních systémů, které interaktivní práci umožňovaly. Protože se interaktivní relace dělily mezi sebou i dalšími úlohami o čas procesoru, začal se pro ně používat název systémy sdílení času.